# Willie Lanier
Willie Lanier é um ex-jogador profissional de futebol americano estadunidense.

## Carreira
Willie Lanier foi campeão da Super Bowl IV jogando pelo Kansas City Chiefs.